# The Battle at Elderbush Gulch
The Battle at Elderbush Gulch és una pel·lícula muda de la Biograph dirigida per D. W. Griffith i protagonitzada per protagonitzada per Mae Marsh i Lillian Gish.

## Argument
Sally i la seva germaneta són enviades a viure amb els seu oncle a l'oest, a Elderbush Gulch. Amb el seu equipatge porten en una cistelleta dos cadells de gos. A la diligència també hi ha Melissa, amb el seu marit i el seu infant, que van al mateix poble. Quan arriben a Elderbush, l'oncle està molt content de rebre-les però el propietari del ranxo no vol ni sentir parlar de tenir gossos dins de la cabana, fet que els obliga a deixar-los a l'entrada, dins la cistella.
Aquella nit, en un poblat indi proper s'està celebrant un festí amb les seves danses tribals. Es tracta de la "festa del gos" en la que tot aquell que en menja viurà molts anys. El fill del cabdill i un company arriben quan tot s'ha acabat i s'han de buscar la vida si volen menjar alguna cosa. En la seva recerca troben els cadellets que s'han escapat de la cistella i decideixen que en faran un bon àpat. Sally, que preocupada pels gossets havia sortit d'esquitllentes de la cabana, arriba a temps de veure com volen matar-los i intenta intervenir. En el moment en què la noia està a punt de ser assassinada, arriba l'oncle i veient amenaçada Sally dispara matant el fill del cabdill indi. El seu company retorna al poblat i explica al cabdill el que ha passat el qual desesperat per la mort del seu fill es prepara per a la revenja.
Mentrestant, Sally ha aconseguit que un dels seus oncles construeixi a la paret de la seva cambra una porta secreta que li permeti entrar els cadells durant la nit sense que ningú ho sàpiga. A la vegada, el marit de Melissa s'enduu la criatura al poble per tal de mostrar-la als seus nous veïns que n'alaven les virtuts. En aquell moment, els indis ataquen el poble i els colons, veient que van perdent, fugen cap a la cabana dels oncles de Sally per defensar-se allà dins. El marit de Melissa és ferit i cau desmaiat, mentre un colon intenta salvar el seu fill. Els indis maten a tothom que poden, fins i tot els infants i un mexicà, dels que ha arribat fins a la cabana, s'ofereix a intentar anar a alertar la cavalleria al fort.
Els indis ataquen en cercle la cabana i es produeix una batalla amb els de dins. Melissa, que gràcies a un veí també s'ha refugiat en la cabana, s'adona horroritzada que hi manquen el seu marit i el seu fill. Sally, que a través de la porta secreta ha entrat els seus cadells, s'adona que en mig del camp hi ha mort la persona que portava el fill de Melissa i que el nen està al seu costat plorant. Torna a sortir i, arrossegant-se per l'herba, aconsegueix rescatar el nen. En el moment en què els colons s'han quedat sense munició, en que la cabana comença a cremar, en què els indis, arrossegant-se arriben al peu de la finestra, i en que el propietari del ranxo està disposat a gastar la darrera bala en sacrificar Melissa abans que caigui en mans dels indis arriba la cavalleria. Els indis són ràpidament vençuts i l'única desesperada és Melissa per la pèrdua del seu fill. En aquell moment, Sally surt del seu amagatall amb el nen i els cadells i tothom té una gran alegria. Fins i tot el propietari està d'acord que a partir d'aquell moment els cadells podran passar la nit a la cabana.

## Repartiment
- Mae Marsh (Sally Cameron)
- Leslie Loveridge (germana de Sally)
- Alfred Paget (oncle dels nens)
- Robert Harron (marit de Melissa)
- Lillian Gish (Mellisa Harlow)
- Charles Hill Mailes (propietari de la cabana)
- William A. Carroll (el mexicà)
- Frank Opperma (cabdill indi)
- Henry B. Walthall (fill del cabdill indi)
- Joseph McDermott (Waifs' guardian)
- Jennie Lee (guardiana dels nens)
- Lionel Barrymore
- Elmer Booth
- Kate Bruce (una colon)
- Harry Carey
- Charles Gorman (indi)
- Dell Henderson
- Elmo Lincoln (soldat de cavalleria)
- W. Chrystie Miller (un colon)
- W. C. Robinson (indi)
- Blanche Sweet

## Producció
La pel·lícula es va rodar en un ranxo a San Fernando (California), on Griffith rodava durant els mesos d'hivern. Griffith feia cinc anys que treballava a la Biograph i estava interessat en realitzar pel·lícules més llargues, cosa que xocava amb els interessos dels executius de la companyia per als quals les pel·lícules curtes eren menys costoses i generaven més beneficis. Malgrat els mèrits de la pel·lícula, l'augment dels costos, per la construcció del poblat i pels salaris del gran nombre d'actors, va alarmar als executius d'estudi a Manhattan. La Biograph va enviar des de Nova York J. C. Manning, un dels seus comptables, per auditar les despeses de Griffith. Manning va romandre a Califòrnia per controlar els costos de producció i per informar de com progressava la pel·lícula als caps de la Biograph. La pel·lícula es va completar el 8 de maig de 1913. Preocupats per la llargada de la pel·lícula i exceptics per al recepció que pogués tenir entre el públic, els executius de la Biograph van ajornar l'estrena de la pel·lícula fins al 28 de març de 1914, moment en què Griffith havia abandonat Biograph i estava treballant en un altre lloc. Abans, durant el 1913 ja s'havia estrenat a Alemania.

## Importància de la pel·lícula
Aquesta pel·lícula, és un exemple de la maduresa creixent de Griffith i de la seva capacitat de desenvolupar narratives complexes amb múltiples capes dins de la pel·lícula. Les excel·lents habilitats de Griffith com a cineasta i narrador fan que "The Battle at Elderbush Gulch" sigui excepcional. Els primers plans, les vistes panoràmiques de les escenes de la batalla i els cross-cutting s'utilitzen extensivament per mantenir la tensió de la història, mentre que Griffith crea algunes imatges inoblidables de nens innocents que juguen amb cadells contraposades amb violència gràfica que inclou esberlament de nadons o arrancament de cabelleres. Ha estat considerada com la més important de les moltes incursions primerenques de Griffith en el gènere del western i va ser una de les primeres pel·lícules que podem assegurar que va exercir una influència duradora en John Ford, ja que va imitar escenes en pel·lícules seves com Straight Shooting (1917) i Stagecoach (1939). Les idees desenvolupades en aquesta pel·lícula també les va aprofitar el mateix Griffith en la seva clàssica The Birth of a Nation (1915): el setge dins una cabana, la imatge d'una noia desencaixada de por, el colon disposat a assassinar les dones abans que siguin violades pels indis o la cursa per rescatar els assejats en són exemples. Potser més que qualsevol altre pel·lícula curta, determina com es desenvoluparà de manera dominant el mite de la conquesta de l'Oest.